# Euphyia filaria
Euphyia filaria är en fjärilsart som beskrevs av Eduard Friedrich Eversmann 1848. Euphyia filaria ingår i släktet Euphyia och familjen mätare. Inga underarter finns listade i Catalogue of Life.